# Esercito imperiale austriaco (1806-1867)
L'esercito imperiale (in lingua tedesca: Kaiserliche Armee) fu il complesso delle forze armate terrestri dell'Impero austriaco in seguito alla dissoluzione del Sacro Romano Impero nel 1806 da parte dell'imperatore Francesco II d'Asburgo-Lorena fino all'Ausgleich del 1867, con la costituzione della duplice monarchia che portò ad una formale indipendenza del Regno d'Ungheria sotto la sovranità dell'imperatore Francesco Giuseppe d'Austria ed alla formazione di un esercito nazionale.
L'esercito prese parte alle guerre napoleoniche fino al 1815, affrontò i Moti del 1848, la Rivoluzione ungherese e la Prima guerra d'indipendenza italiana. Combatté duramente anche durante la Seconda guerra d'indipendenza italiana del 1859, alla seconda guerra dello Schleswig del 1864 ed infine la Terza guerra d'indipendenza italiana e la guerra austro-prussiana del 1866.

## Storia

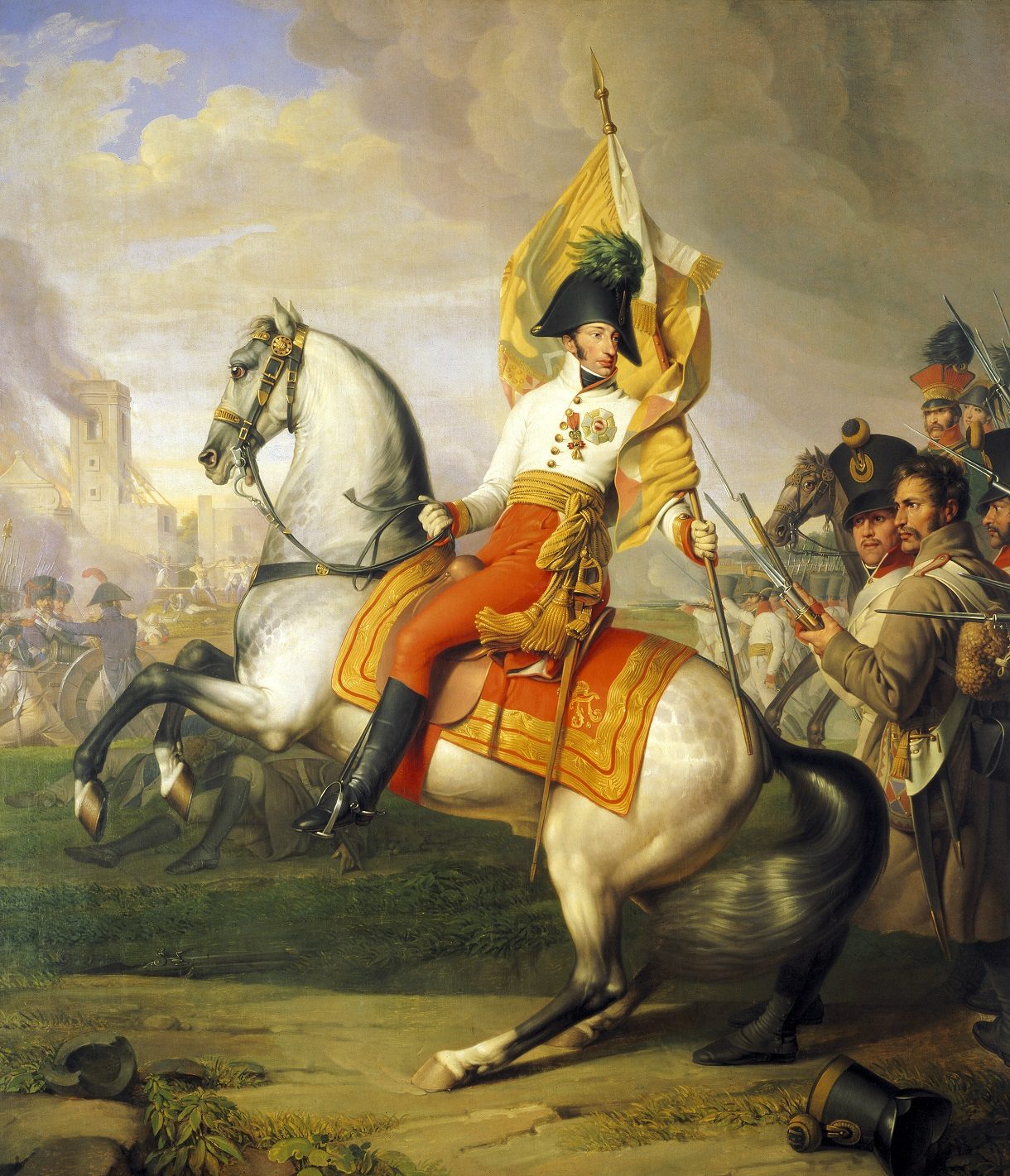
L'arciduca Carlo alla Battaglia di Essling-Aspern in un dipinto di Johann Peter Krafft

L'esercito dell'Impero austriaco venne organizzato ufficialmente a partire dall'11 agosto 1804 quando, dopo il crollo del Sacro Romano Impero, lo scioglimento del vecchio esercito imperiale e la minaccia dell'invasione napoleonica, l'imperatore Francesco I d'Austria intuì la necessità di creare un nuovo tipo di forza armata in grado di difendere gli ultimi domini rimasti alla casa d'Asburgo, quelli appunti ereditari, che consistevano nell'Austria ed in buona parte dei territori nell'Europa orientale.
L'esercito austriaco in questo periodo era articolato territorialmente sui territori in possesso della corona austriaca, i quali però si estendevano su territori ben più vasti dell'attuale Austria. Le truppe venivano reclutate in Boemia, Moravia e Slesia ma anche in territori che non erano parte diretta dell'Impero come Polonia e l'area dell'attuale Ucraina, oltre che nelle Fiandre, in Italia ed in Ungheria e Croazia. Il problema fondamentale nell'organizzazione di questo esercito era dunque la lingua ed i continui spostamenti che i vari reggimenti subivano a seguito delle alterne vicende della guerra in corso. Fu quest'ultimo il caso ad esempio dei reggimenti valloni che, dopo la perdita dei Paesi Bassi austriaci vennero trasferiti in Boemia.
La figura preponderante di questo periodo fu l'arciduca Carlo d'Asburgo-Teschen il quale contribuì a modernizzare l'armamento generale delle truppe austriache e divenendo l'eroe dell'esercito imperiale.

### Reclutamento
Fino alla metà dell'Ottocento nell'Impero vigeva un complesso sistema di reclutamento che permetteva ai volontari di entrare nell'esercito ma che si sosteneva, soprattutto in tempo di guerra, sulla coscrizione obbligatoria tramite estrazione dai registri battesimali, che permetteva ai più abbienti di poter pagare altri per prendere il proprio posto. Nelle regioni di frontiera gli uomini potevano essere soggetti al servizio a vita, mentre nel resto dell'Impero i coscritti erano obbligati a 14 anni di servizio, abbassato a 8 verso la fine degli anni '40, per poi rimanere attivi nella Landwehr. In seguito il sistema di reclutamento fu riformato con una leva obbligatoria di 2 anni, estesa a tutti i territori dell'Impero. 
Nel multietnico Impero d’Austria, le differenze etniche e linguistiche comportavano il bisogno di assegnare ad ogni area di reclutamento un reparto dove raggruppare i militari compaesani. Infatti, ciascun reggimento era formato per gran parte da uomini provenienti dalla stessa zona. Per esempio, il K.K. I.R. Nr.45 reclutava nella provincia di Verona e zone limitrofe, mentre il K.K. I.R. Nr.14 nell’area di Linz in Austria.
All'inizio del 1859 i soldati dell'esercito austriaco constavano di 619.000 unità.

## Fanteria
La fanteria rappresentava l'arma preponderante di ogni forza armata sia nell'età napoleonica e sia durante il periodo risorgimentale. Regina delle battaglie, si distingueva tra fanteria "di linea" e "leggera", in base all'impiego tattico sul campo di battaglia: mentre la fanteria di linea si muoveva e apriva il fuoco a ranghi serrati, la fanteria leggera si disperdeva nello spazio, sfruttandone le asperità rendendosi un obiettivo più difficile da colpire cercando intanto di bersagliare le figure chiave dei reparti nemici. La sinergia tra i due tipi di tattica era alla base di qualsiasi operazione militare.
La forza della fanteria consisteva nella sua enorme massa in movimento, che coordinata dagli ufficiali combatteva come un unico grande corpo, esattamente come i grandi teorici dell’epoca (come il generale von Clausewitz) scrivevano nei loro trattati.Per soddisfare questo enorme fabbisogno di uomini il reclutamento si rivolgeva alle fasce più basse della società: contadini, poveri, malviventi e prigionieri costituivano la base da cui attingere non potendo nella stragrande maggioranza dei casi, sottrarsi alla leva. I ceti medi d'altro canto potevano pagare per essere sostituiti o potevano ambire a posizioni nell'esercito di maggior prestigio. Il corpo ufficiali invece era composto, almeno nel primo periodo napoleonico, principalmente da giovani aristocratici e nobili decaduti che cercavano sotto le armi l'occasione di guadagnarsi una posizione di rilievo nella società soddisfacendo i radicati princìpi di stampo cavalleresco che permeavano la loro formazione.
L'impero dispose di numerose formazioni di fanteria, solitamente organizzate in reggimenti composti da alcuni battaglioni, che distingueva la fanteria tedesca da quella ungherese, e includeva in ogni grande formazione un'aliquota di granatieri e altre figure specializzate, e generalmente quindi meglio addestrate. Degni di nota sono anche il corpo di fanteria confinaria dei Grenzer, la riserva territoriale della Landwehr e i celebri cacciatori "Jäger" inizialmente originari del Tirolo, tra i primi armati di fucili a canna corta e rigata, in sostituzione degli onnipresenti moschetti a pietra focaia.
Dopo la decisiva e umiliante sconfitta di Austerlitz, la fanteria austriaca iniziò a subire importanti ammodernamenti e cambiamenti interni che la slegarono indissolubilmente da ciò che era stata in passato. L'arciduca Carlo si preoccupò ben presto di diminuire gli anni di coscrizione, scoraggiando inoltre l'eccesso di pene corporali ed aumentando il numero di pallottole disponibili per ogni singolo fante. Egli inoltre predispose lo schieramento della fanteria in tre file, con il primo rango disposto in posizione di fuoco inginocchiata, permettendo ala seconda fila di sparare e impiegare il terzo rango per dare spessore alla linea o fornire in emergenza gli uomini necessari per le catene di tiragliatori.
Per quanto riguarda il periodo napoleonico l'armamento più comune era il moschetto ad avancarica M1798 "Austrian" a pietra focaia e canna liscia, derivato e del tutto simile al Charleville francese. Nei decenni successivi i moschetti a pietra focaia furono sostituiti dai primi modelli di fucili, a canna rigata, e sistemi a capsula e luminello. I moschetti ad avancarica richiedevano lunghi tempi di caricamento e come proiettili sparavano palle di piombo che non permettevano alcuna precisione. L'assenza di tacche di mira e il peso dei moschetti, il caos e i fumi della battaglia, la stanchezza dei soldati e tanti altri fattori, oltre che la carenza di addestramenti al fuoco, garantivano il fatto che la maggior parte delle truppe avesse capacità di fuoco scarsissime in battaglia, oltremodo che spesso gli eserciti si ingaggiavano in battaglia oltre il tiro utile delle stesse armi. Proprio per questi motivi ancora per tutto l'Ottocento la fanteria combatteva in grandi masse di fanti, in modo da concentrare il proprio tiro sul bersaglio per aumentare le possibilità di colpirlo.
| 90 metri  | 53% | 40% |
| 180 metri | 30% | 18% |
| 270 metri | 23% | 15% |

Come ebbe modo di dimostrare nella Battaglia di Aspern-Essling, la fanteria austriaca del 1809 era già fortemente migliorata rispetto alle esperienze belliche all'inizio dell'epoca napoleonica. In quest'epoca l'esercito austriaco disponeva di un totale di 64 reggimenti di fanteria.

Rievocatori storici nelle varie uniformi indossate dai fanti del 14° reggimento di fanteria (K.K. I.R. Nr.14) dell'esercito imperiale austriaco durante l'età napoleonica e risorgimentale.
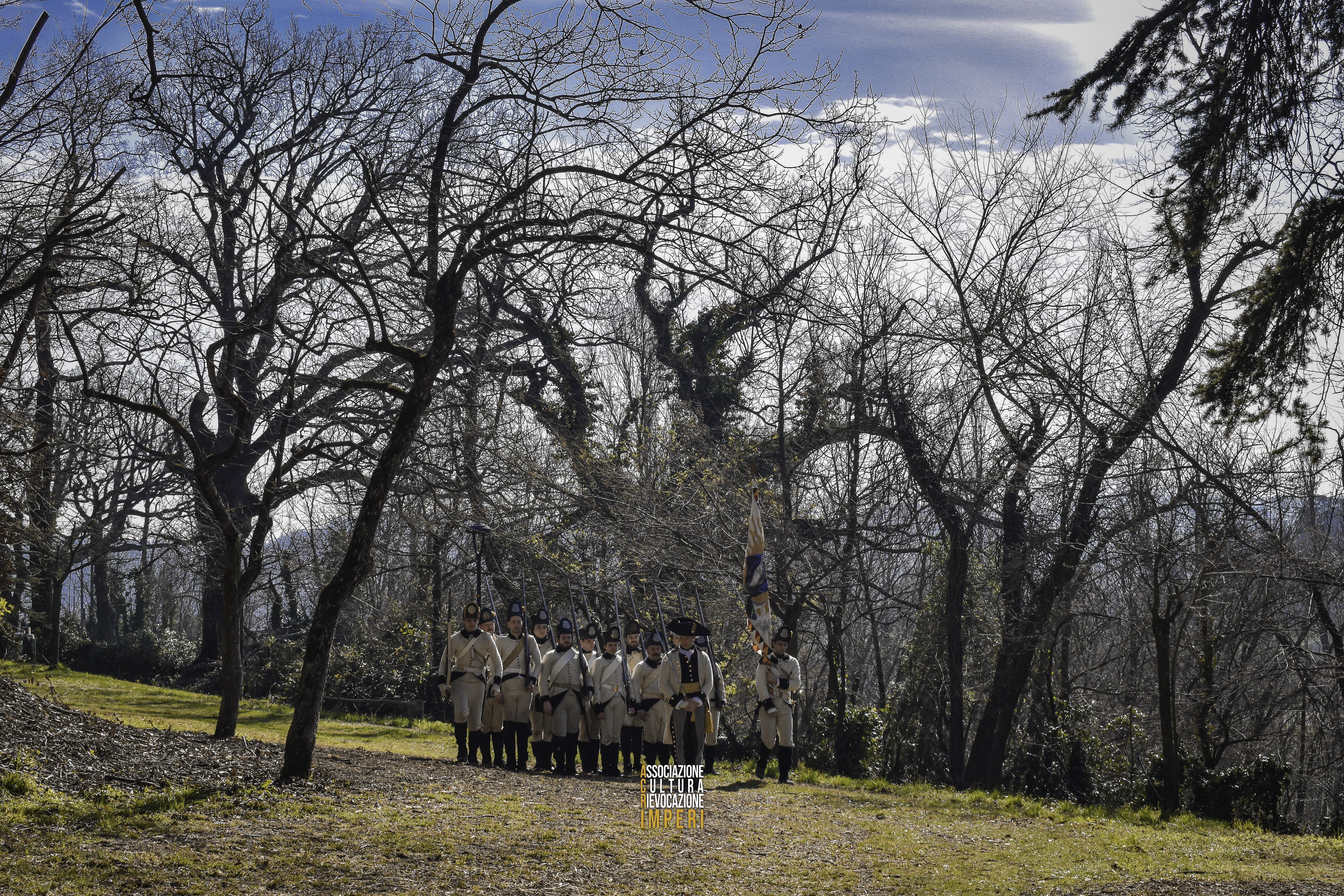
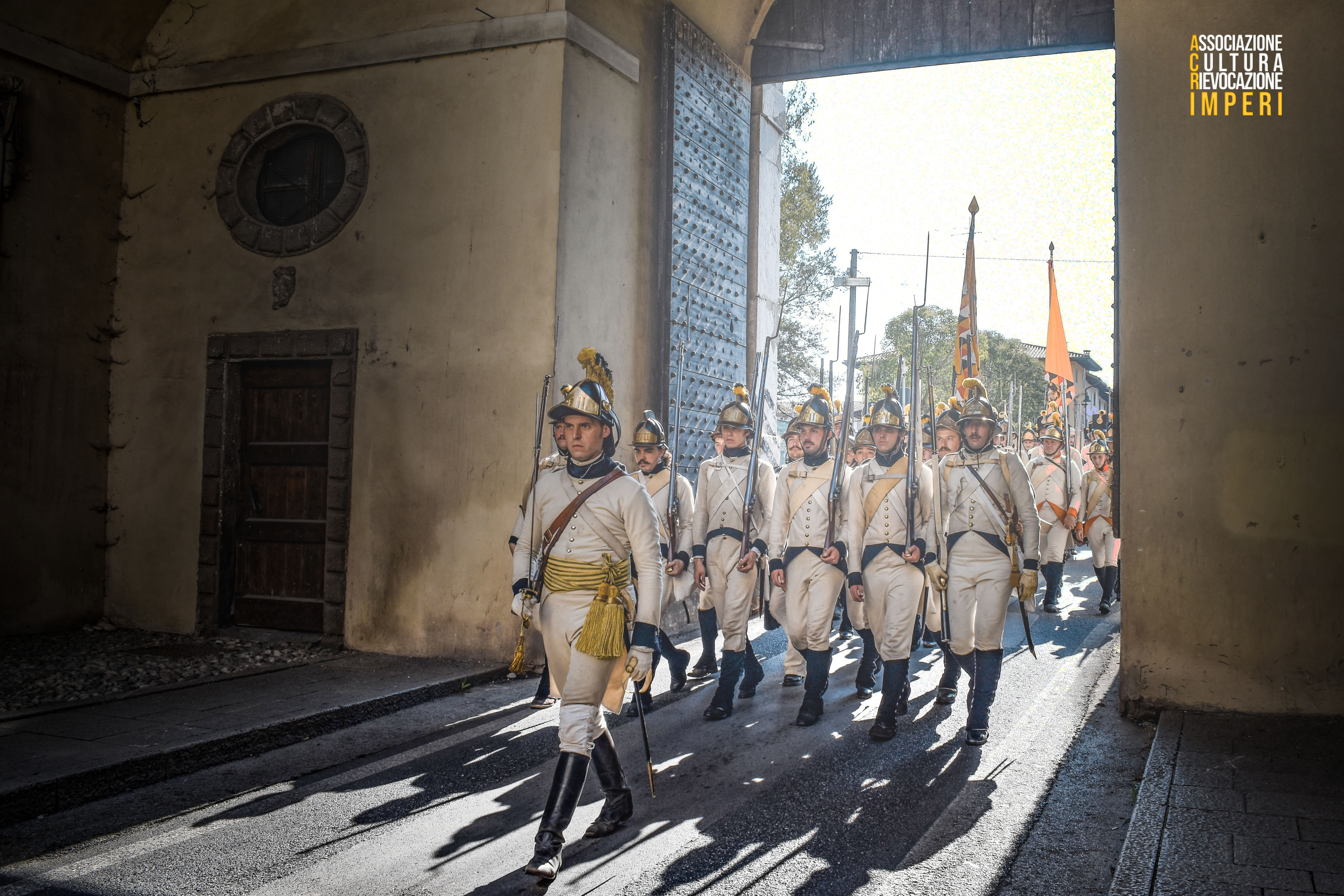
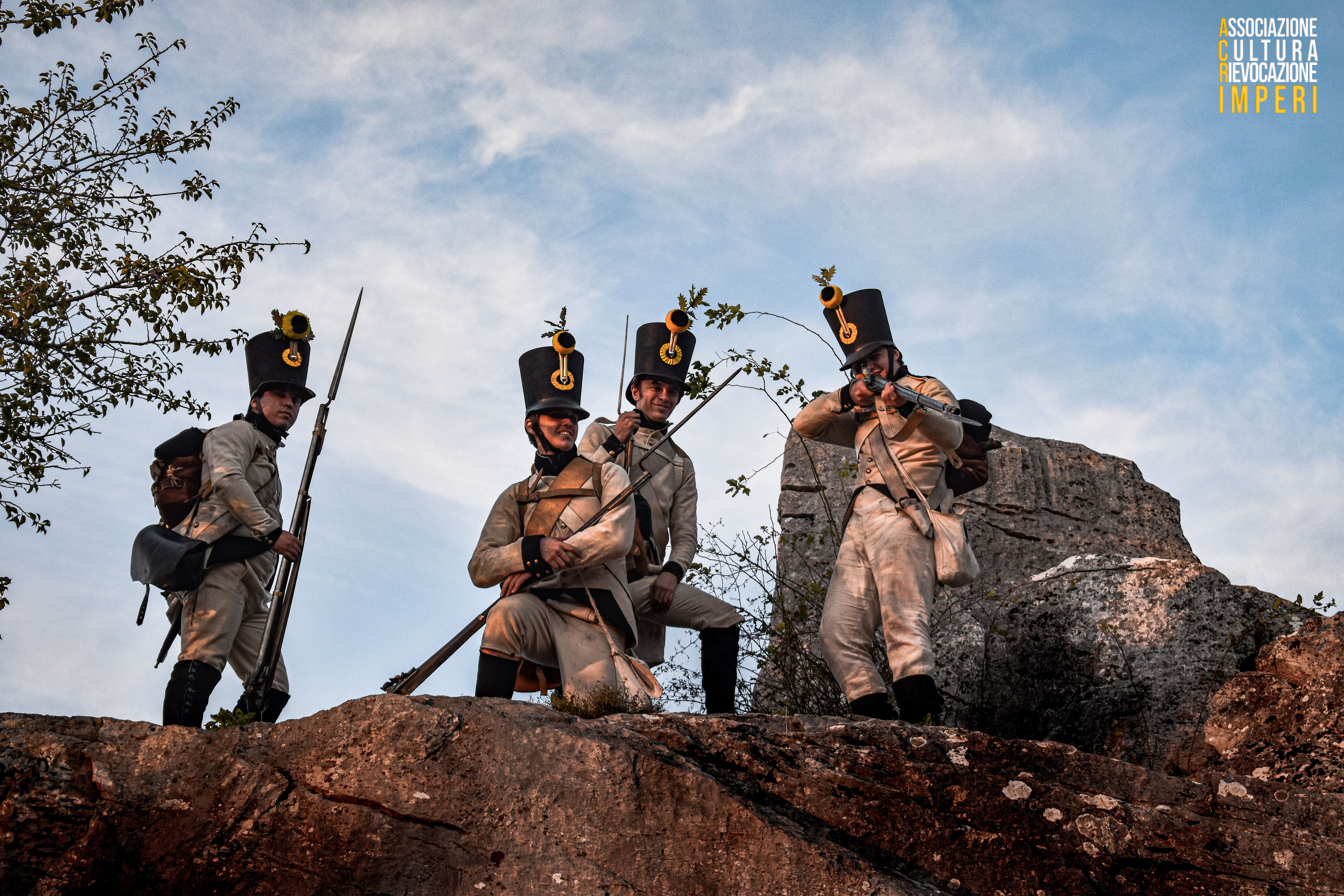
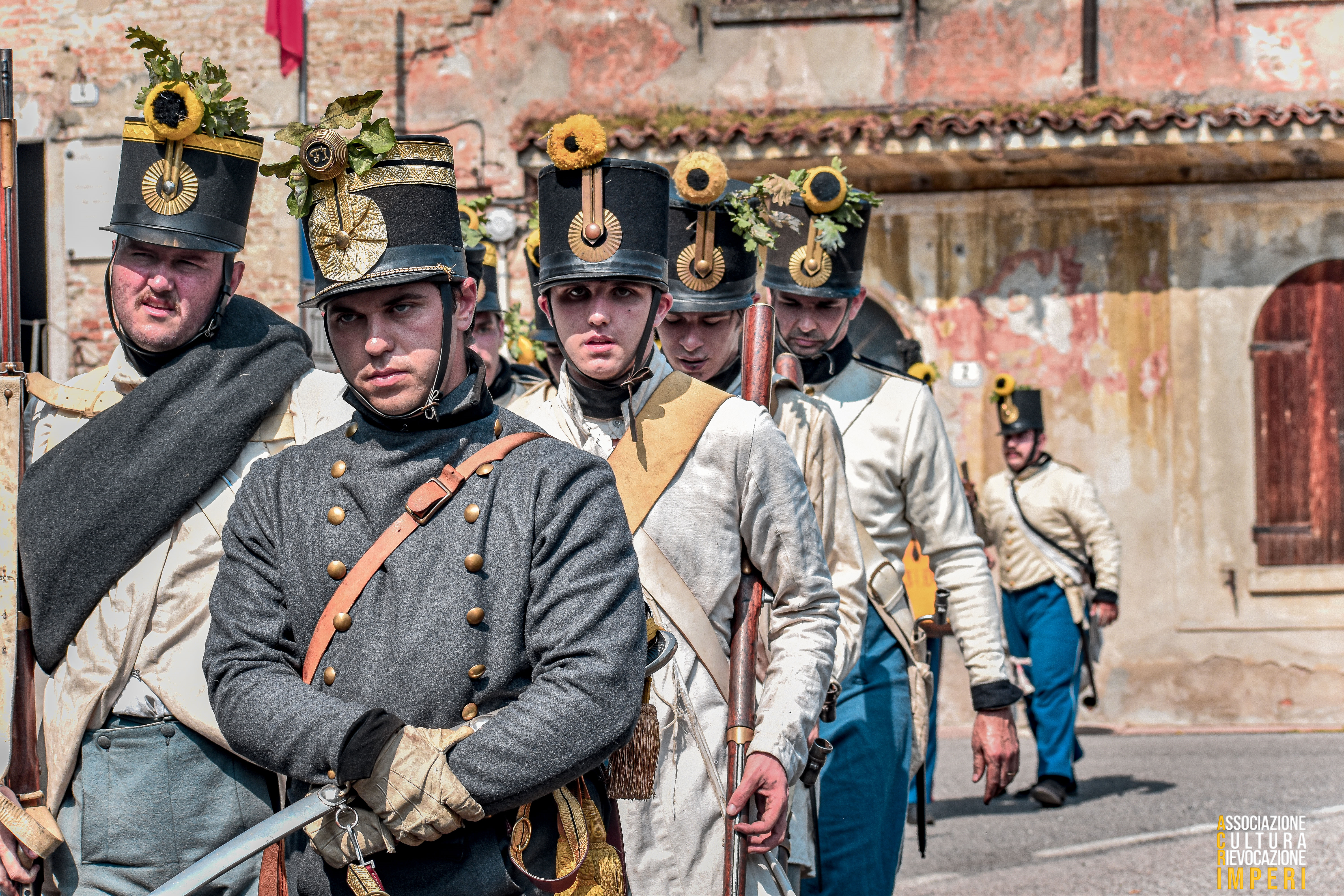
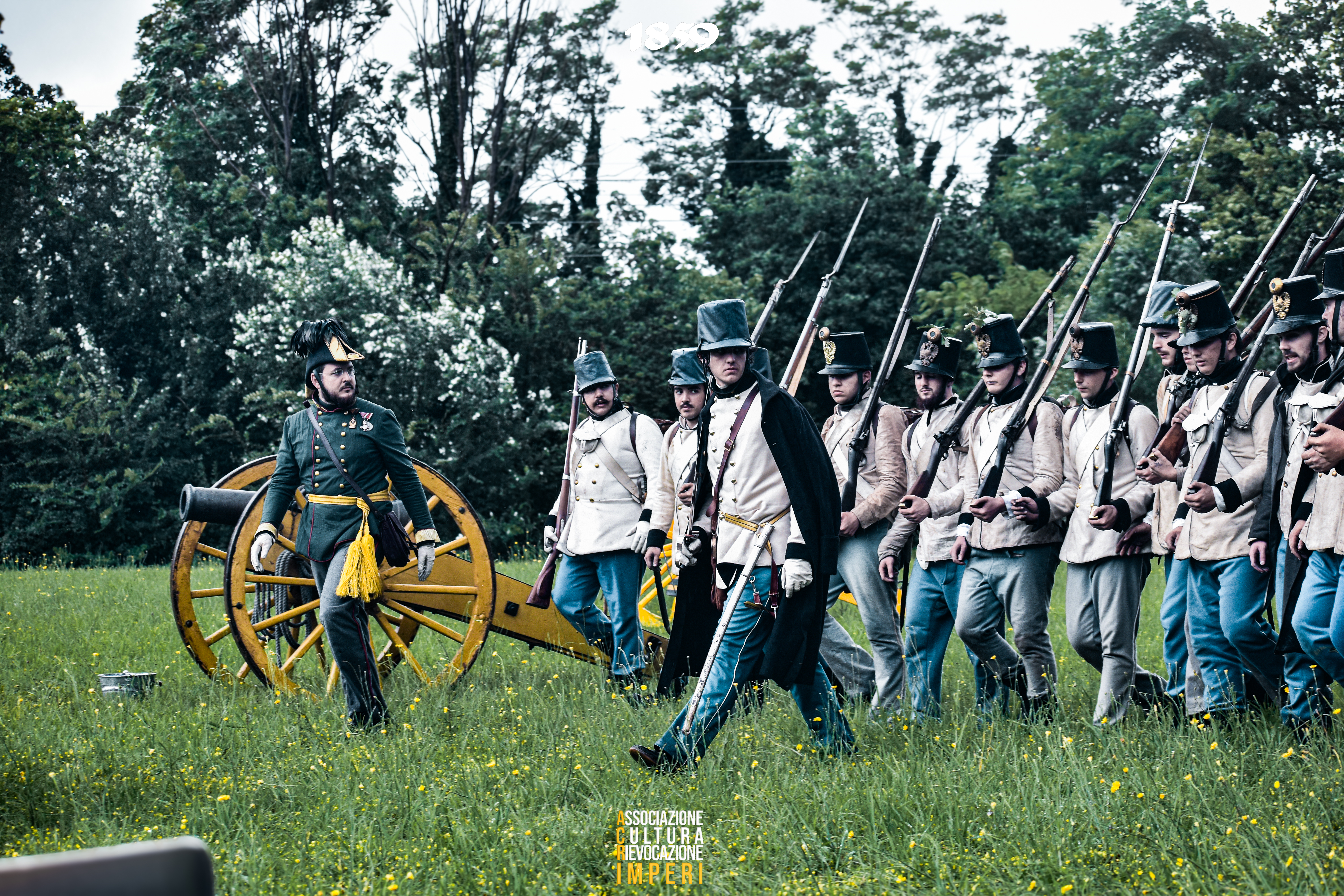
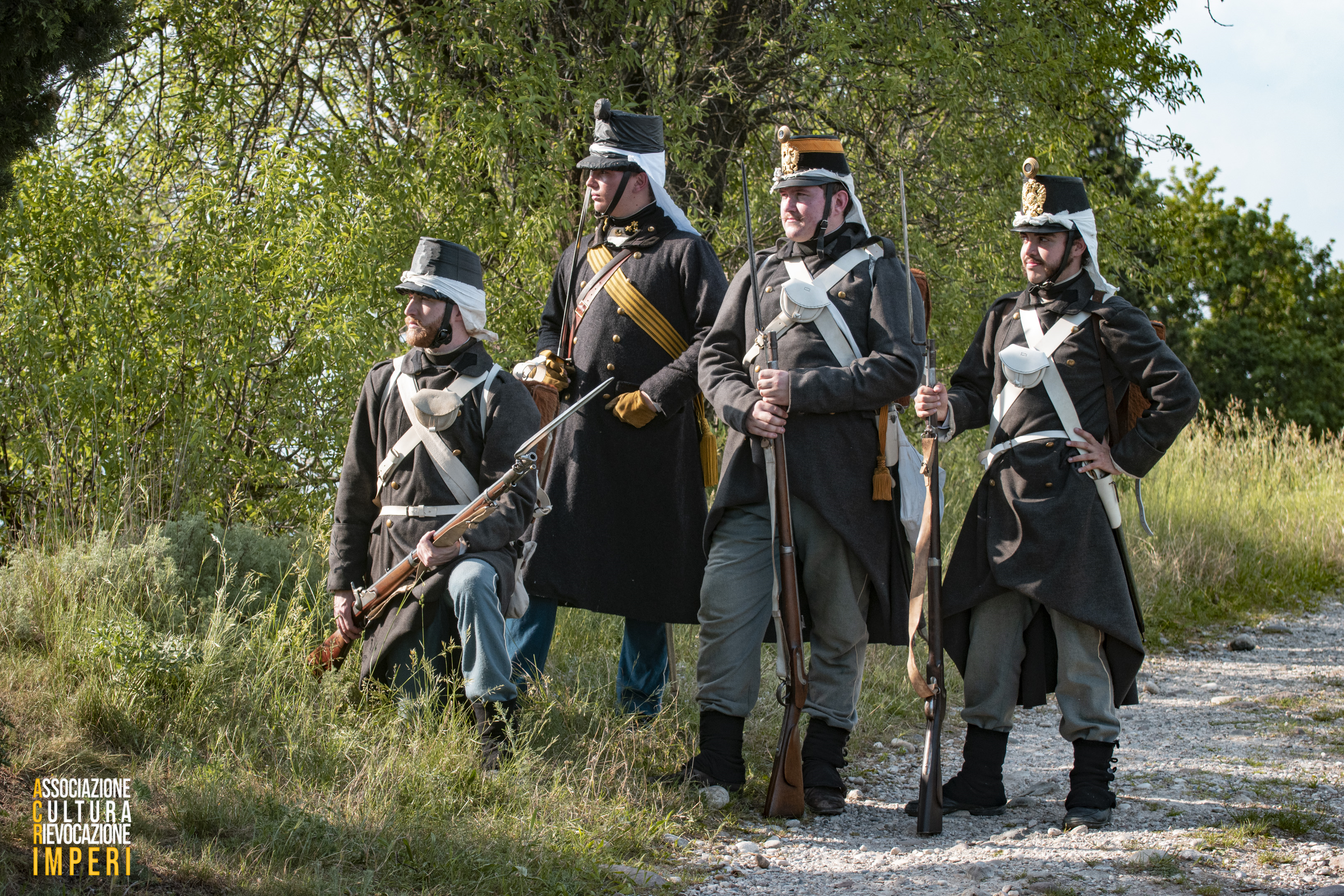

## Cavalleria

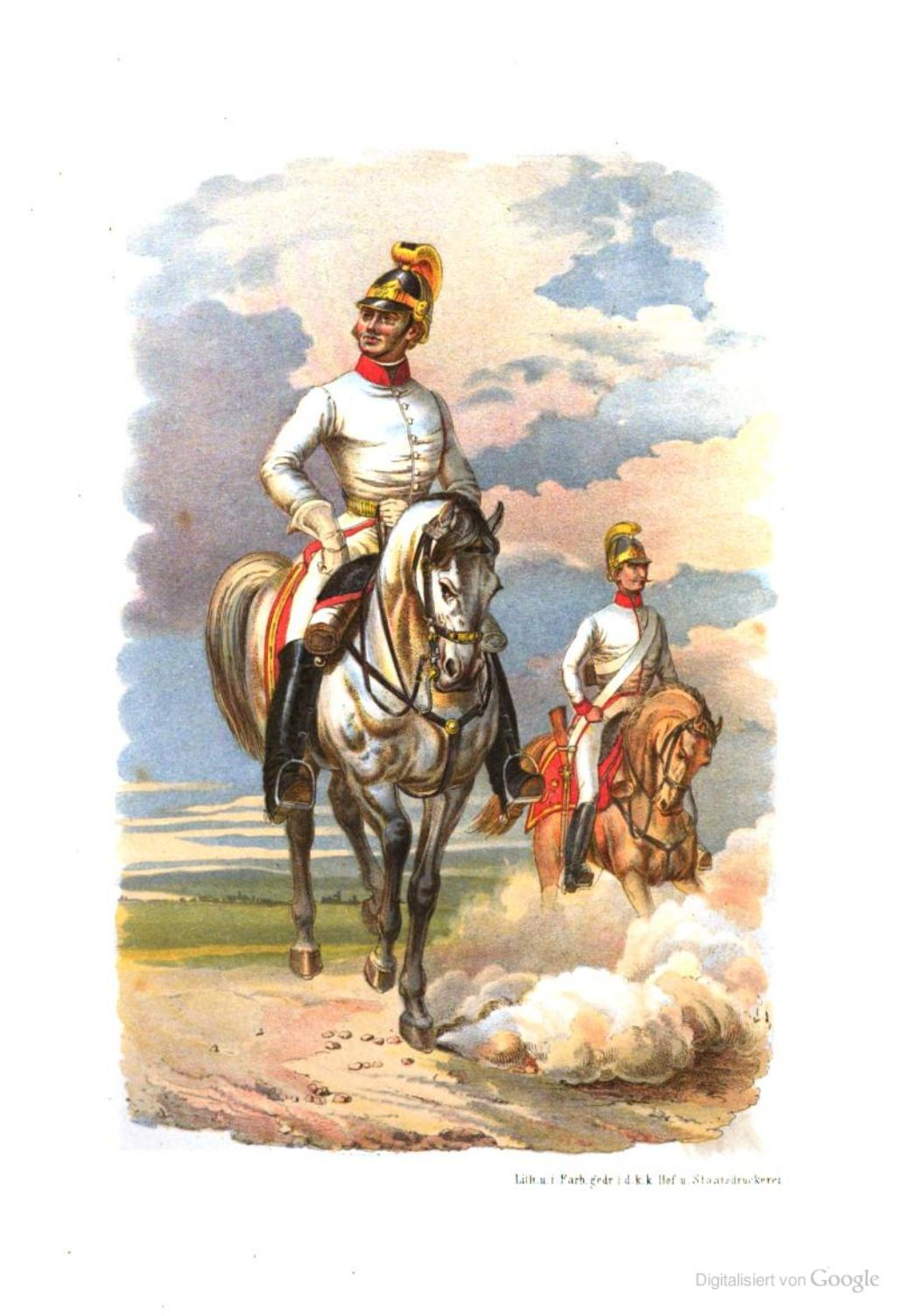
Gruppo di ulani austriaci in una stampa d'inizio Ottocento

L'Impero austriaco aveva una delle cavallerie più potenti dell'epoca napoleonica con un numero consistente di cavalieri che si aggirava attorno alle 45.000 unità. Se la fanteria era però un universo abbastanza uniformato, la cavalleria continuava ad essere fortemente diversificata al proprio interno, concentrando tradizioni dell'Europa occidentale con i celebri guerrieri a cavallo dell'Ungheria e dei Balcani.
Anche in questo caso l'arciduca Carlo d'Asburgo-Teschen apportò dei miglioramenti significativi introducendo il concetto di colonna che meglio si adattava allo scontro con le truppe francesi, sostituendo la tattica austriaca che prevedeva l'uso di due linee di cavalleria per ogni reggimento.
Tutta la cavalleria aveva di norma in dotazione delle sciabole da combattimento simili a quelle di fine Settecento.
La cavalleria era al proprio interna suddivisa in cavalieri di specialità che provenivano da aree diverse, con funzioni differenti in campo di battaglia:
- Ussari (12 reggimenti), cavalieri in prevalenza originari dell'Ungheria, contraddistinti da armamento leggero e grande manovrabilità sul campo, sfruttati anche come esploratori.
- Corazzieri (12 reggimenti), reclutati prevalentemente in area tedesca e, come la loro controparte francese, costituivano la cavalleria pesante dell'esercito. I corazzieri, ad ogni modo, risultarono tra le più deboli unità a cavallo di fronte ai moschetti napoleonici prevalentemente per il fatto che la loro armatura copriva a differenza degli chasseurs solamente la parte del petto e non della schiena, il che li rendeva facile bersaglio per le truppe nemiche se non attaccavano frontalmente.
- Dragoni (15 reggimenti), cavalleria leggera reclutata in area tedesca, molto versatili sul campo e dotati di pistole e piccoli moschetti
- Cavalleggeri (7 reggimenti), aboliti in seguito al termine delle guerre napoleoniche, erano cavalieri di reclutamento eterogeneo e rappresentavano una versione più occidentale degli ussari ungheresi con i medesimi compiti di esplorazione e aiuto nel combattimento
- Ulani, reclutati essenzialmente in area polacca, si basavano per istituzione sui lancieri di Polonia ed erano una cavalleria leggera che in combattimento sfruttava una lancia appunto e indossavano la czapka.

## Artiglieria

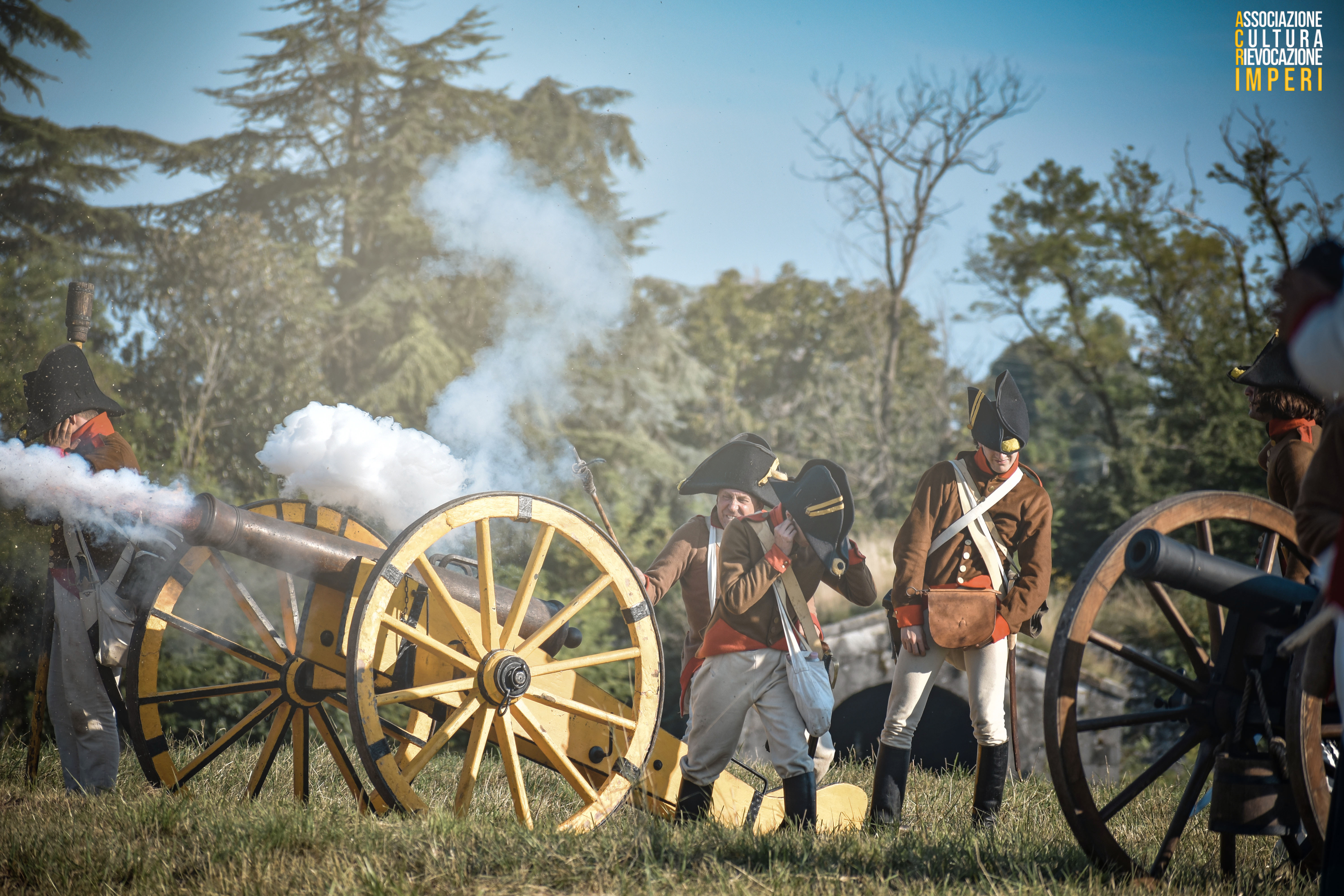
Rievocatori storici nell'uniforme d'età napoleonica del 4° reggimento d'artiglieria (K.K. A.R. Nr.4) dell'esercito imperiale austriaco.

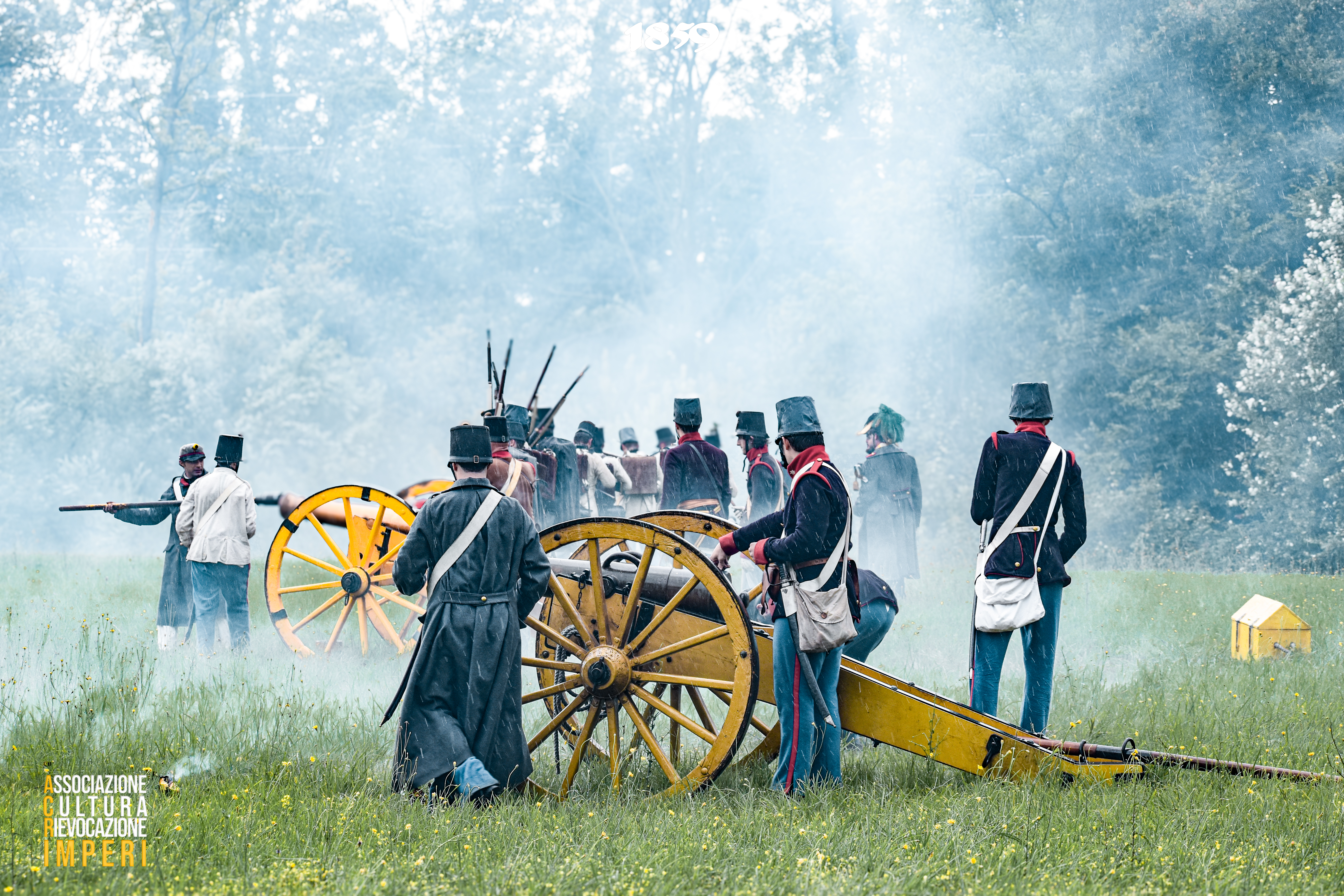
Rievocatori storici del 4° reggimento d'artiglieria (K.K. A.R. Nr.4) durante la rievocazione della battaglia di Solferino e San Martino

L’artiglieria rappresentava l’arma “borghese” per eccellenza nell'Impero poiché i suoi militari erano reclutati tra la piccola fascia di popolazione in grado di leggere, scrivere, fare conti e affrontare un percorso di studi molto complesso. Se la potenziale recluta soddisfaceva i requisiti (non comuni per l’epoca) veniva inviata a studiare presso le accademie del corpo, dove si formavano artiglieri in grado di maneggiare le armi pesanti con estrema precisione e abilità, arrivando a costituire una parte fondante delle tattiche dell’esercito imperiale, che favoriva un approccio aggressivo basato sull’impiego offensivo di cannoni relativamente leggeri e adatti a essere rapidamente mossi per dare supporto alle colonne di fanteria.
Il corpo, reduce da ulteriori riforme e riorganizzazioni, nel 1802 ampliò la propria struttura costituendo un 4° reggimento d'artiglieria. Durante le campagne del periodo napoleonico questi reggimenti vennero sovente divisi in battaglioni e batterie indipendenti da assegnare a reggimenti e corpi di fanteria.
Nella riforma dell'esercito voluta dall'arciduca Carlo d'Asburgo-Teschen, venne prescritto l'abbandono dei cannoni settecenteschi di gittata minore e di scarsa manovrabilità a causa del loro peso, preferendovi invece dei cannoni di calibro inferiore ma molto più maneggevoli affiancati a cannoni di bronzo di maggiore potenza.
Rispetto al panorama d'artiglieria dell'Europa all'epoca, l'Austria ad ogni modo si classificava tra le ultime potenze nell'avanguardia tra le armi esplosive ed è possibile comparare questi dati con altri del medesimo periodo napoleonico attraverso il seguente schema:
| Impero austriaco | 12 | 1100 metri | 640 metri     |
| Regno Unito      | 9  | 1550 metri | 725-825 metri |
| Impero francese  | 12 | 1600 metri | 825 metri     |
| Regno di Prussia | 12 | 1800 metri | 825 metri     |
| Impero russo     | 12 | 1800 metri | 640-825 metri |

## Gradi militari
| Ufficiali generali     | Ufficiali generali                    | Ufficiali generali                                                                                             | Ufficiali generali | Ufficiali generali | Ufficiali generali | Ufficiali generali |
| Grado                  | Corrispondente in italiano            | Note |                    |                    |                    |                    |
| ---------------------- | ------------------------------------- | --- | ------------------ | ------------------ | ------------------ | ------------------ |
| Feldmarschall          | Generale d'Armata                     | |                    |                    |                    |                    |
| General der Kavallerie | Generale di Cavalleria                | |                    |                    |                    |                    |
| General der Infanterie | Generale di Fanteria                  | |                    |                    |                    |                    |
| Feldmarschalleutnant   | Tenente Feldmaresciallo               | Definito propriamente col termine italiano di Feldmaresciallo Luogotenente                                     |                    |                    |                    |                    |
| Generalmajor           | Generale di Brigata                   | |                    |                    |                    |                    |
| Ufficiali superiori    |                                       | |                    |                    |                    |                    |
| Inhaber                | Colonnello onorario                   | Usato soprattutto per reggimenti di proprietà di privati, come accadeva per l'esercito del Sacro Romano Impero |                    |                    |                    |                    |
| Oberst                 | Colonnello                            | |                    |                    |                    |                    |
| Oberstleutnant         | Colonnello tenente                    | |                    |                    |                    |                    |
| Major                  | Maggiore                              | |                    |                    |                    |                    |
| Ufficiali inferiori    |                                       | |                    |                    |                    |                    |
| Hauptmann              | Capitano                              | Usato per fanteria ed artiglieria                                                                              |                    |                    |                    |                    |
| Rittermeister          | Capitano                              | Usato per la cavalleria, letteralmente "Maestro cavaliere"                                                     |                    |                    |                    |                    |
| Oberleutnant           | Tenente                               | |                    |                    |                    |                    |
| Unterleutnant          | Sottotenente                          | |                    |                    |                    |                    |
| Ufficiali cadetti      |                                       | |                    |                    |                    |                    |
| Fähnrich               | Alfiere o Ufficiale cadetto superiore | |                    |                    |                    |                    |
| Sottufficiali          |                                       | |                    |                    |                    |                    |
| Korporal               | Sergente                              | Fanteria, Artiglieria, Ulano, Dragone                                                                          |                    |                    |                    |                    |
| Truppa                 |                                       | |                    |                    |                    |                    |
| Gefreiter              | Caporale                              | Fanteria, Ulano, Dragone                                                                                       |                    |                    |                    |                    |
| Vormeister             | Caporale                              | Artiglieria |                    |                    |                    |                    |
| Gefreiter              | Caporale                              | Ussari |                    |                    |                    |                    |
| Husar                  | Soldato                               | Ussari |                    |                    |                    |                    |
| Soldat                 | Soldato                               | Cannoniere, Fante, Cacciatori, Ulano, Dragone                                                                  |                    |                    |                    |                    |